# Pablo Montoya
Pablo José Montoya Campuzano (Barrancabermeja, 26 aprile 1963) è uno scrittore colombiano.

## Biografia
Nato a Barrancabermeja nel 1963, si è laureato in lettere e filosofia all'Università di Santo Tomás di Bogotà e ha ottenuto il dottorato in studi ispanici e latinoamericani alla Sorbona di Parigi.
Autore di romanzi, racconti, raccolte poetiche e saggi, tra i numerosi riconoscimenti per la sua opera va ricordato il Premio Rómulo Gallegos del 2015 per il romanzo Trittico dell'infamia.
Critico letterario e d'arte, è professore di letteratura colombiana, latinoamericana e francese del XX secolo all'Università di Antioquia.

## Opere principali

### Romanzi
- La sed del ojo (2004)
- Lejos de Roma (2008)
- Los derrotados (2012)
- Trittico dell'infamia (Tríptico de la infamia, 2014), Roma, Edizioni e/o, 2017 traduzione di Ximena Rodriguez Bradford ISBN 978-88-6632-765-3.
- La escuela de música (2018)

### Racconti
- Cuentos de Niquía (1996)
- La sinfónica y otros cuentos musicales (1997)
- Habitantes (1999)
- Razia (2001)
- Réquiem por un fantasma (2006)
- El beso de la noche (2010)
- Adiós a los próceres (2010)
- Adagio para cuerdas (2012)

### Poesia
- Viajeros (1999)
- Cuaderno de París (2007)
- Trazos (2007)
- Sólo una luz de agua: Francisco de Asís y Giotto (2009)
- Programa de mano (2014)

### Saggi
- Música de pájaros (2005)
- Novela histórica en Colombia 1988-2008: entre la pompa y el fracaso (2009)
- Un Robinson cercano, diez ensayos sobre literatura francesa del siglo XX (2013)
- La música en la obra de Alejo Carpentier (2013)

## Alcuni riconoscimenti
- Premio Rómulo Gallegos: 2015 per il romanzo Trittico dell'infamia
- Premio José Donoso: 2016
- Premio Casa de las Américas: 2017 per il romanzo Trittico dell'infamia